# Moneta kolekcjonerska
Moneta kolekcjonerska – moneta najczęściej z metalu szlachetnego, przede wszystkim złota lub srebra, bita przeważnie dla uczczenia ważnych osób lub wydarzeń, z reguły wprowadzana przez bank emisyjny na pierwotny rynek kolekcjonerski w cenach wyższych niż wynosi jej nominał.
Na cenę za jaką monety kolekcjonerskie rozprowadzane są przez bank mają głównie wpływ:
- ilość zawartego kruszcu,
- wyższe, w porównaniu do monet powszechnego obiegu, koszty produkcji,
- a w niektórych przypadkach (w odróżnieniu od monet bulionowych) także bieżące trendy rynkowe, określane jako tzw. wartość kolekcjonerska.

W zależności od emitenta przedmioty te mogą posiadać status monety de jure (czyli być prawnie określonym środkiem pieniężnym) lub też stanowić wyłącznie obiekt medalierski (emisje prywatne, niezwiązane z żadnym bankiem mającym prawo emisji środków pieniężnych). Żadne z nich nie są monetami de facto ze względu na brak praktycznego zastosowania jako środka płatniczego. Zaliczane są do pozornych znaków pieniężnych.
Monety kolekcjonerskie bite są często w niestandardowych wymiarach lub z dodatkami mającymi zainteresować kolekcjonerów do kupna. Nietypowymi kształtami są najczęściej prostokątne klipy, a dodatkami m.in. cyrkonia, bursztyn, tampondruk. Monety te mogą być również poddawane procesom platerowania metalem szlachetnym lub oksydowaniu.
Zazwyczaj monety kolekcjonerskie bije się  w niewielkich nakładach – kilkaset do kilkadziesiąt tysięcy egzemplarzy – ze względu na brak ich faktycznego uczestnictwa obiegu. Najchętniej kolekcjonowane są w idealnych stanach zachowania.
Popularne nominały polskich monet kolekcjonerskich okresu podenominacyjnego III Rzeczypospolitej, tj. od 1995 r., to:
- 10 złotych (metal: srebro,  masa: 16,5 g, średnica: 32 mm),
- 20 złotych (metal: srebro, masa: 31,1 g, średnica 38,61 mm),
- 100 złotych (metal: złoto, masa: 8 g, średnica 21 mm),
- 200 złotych (metal: złoto, masie: 15,5 g, średnica: 27 mm).

Niektóre monety kolekcjonerskie NBP mają inne parametry od podanych powyżej.
NBP wypuszcza też okazjonalnie monety kolekcjonerskie w innych nominałach: 5, 25, 30, 37, 1000, czy 2018 złotych. W 2019 r. dokonał również emisji kolekcjonerskich w srebrze oraz złocie monet powszechnego obiegu, od 1 grosza do 5 złotych.
W latach 1964–1991 były również bite przez Mennicę Państwową kolekcjonerskie monety próbne, różniące się jedynie od monet kolekcjonerskich NBP statusem prawnym (nieobiegowym) i najczęściej umieszczonym na rewersie napisem „PRÓBA”.
W II Rzeczypospolitej funkcję monet kolekcjonerskich pełniły w znacznym stopniu specjalne emisje wykonywane przez Mennicę Państwową, często z napisem „PRÓBA”, dystrybuowane przez Gabinet Numizmatyczny Mennicy Państwowej.